# Forneby Cementvaru

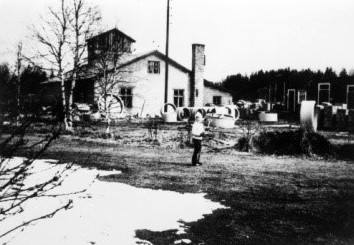
Forneby Cementvarufabrik, Exteriörbild början på 1950-talet

Forneby Cementvarufabrik startade år 1947 vid Olle Perssons snickerifabrik i Forneby. Initiativtagare var Erik Erixon och Erik Persson från Forneby. De drev rörelsen till 1952 då företaget flyttade till Norränge och fick en tomt avstyckad från Norränge 6:31. Den norr om fabriken befintliga grusgropen öppnades av Vägverket som där hämtade fyllnadsmaterial till riksväg 83 förbi Netsmans och Nytorp norrut. Största andelen av gropen gick åt till detta företag. En mindre del användes av fabriken, men de slutade med det då materialet var alltför finkornigt och de behövde grövre grus för sin tillverkning.

## Tillverkning
Tillverkningsprogrammet består mest av brunnsringar för avloppsanläggningar och inspektionsbrunnar i gatan. Storlekarna på brunnarna rör sig om 90 – 150 cm. De tillverkar också betonghålsten för husgrunder, gångplattor m.m.

## Ägare
Ägare efter Erik Erixon och Erik Persson blev Alf Eriksson från Flästa. Han drev rörelsen till 1968 då en anställd, Erik Lundström köpte rörelsen och fortfarande driver den. Under högsäsong har tre personer anställning, men under lågsäsong, höst och vinter, är det ägaren och en anställd som driver rörelsen, som är moderniserad.